# G. G. Ponnambalam
Ganapathipillai Gangaser Ponnambalam (8 novembre 1901 - 9 décembre 1977) , connu sous le nom de G. G. Ponnambalam, est un homme politique tamoul srilankais à Ceylan du temps de l'Empire britannique. Il fonda le premier parti politique tamoul srilankais, le All Ceylon Tamil Congress. 
Ponnambalam défendait le principe de la représentation des minorités. 

## Biographie

### Carrière juridique
Ponnambalam a été appelé au barreau de Lincoln's Inn. Il rentre à Ceylan, via la France, en 1927 et commence à pratiquer le droit en tant qu’avocat. Débatteur exceptionnel, Ponnambalam est devenu l’un des principaux avocats pénaux du pays et a été nommé conseil du roi en 1948. Ponnambalam est apparu dans plusieurs affaires juridiques très médiatisées au cours de sa carrière juridique. Il était l’un des avocats de la défense dans l’affaire de taxi Ranjani de 1954, au cours de laquelle son contre-interrogatoire d’expert des empreintes digitales avait abouti à l’acquittement des quatre accusés et à une modification de la loi sur les empreintes digitales. Alors que sa popularité commençait à décliner à la fin des années 50, Ponnambalam déplaça progressivement son cabinet juridique en Malaisie, ne retournant à Ceylan que pour contester des élections et prendre part à des affaires très médiatisées.
En janvier 1976, le gouvernement de l'Inde a limogé le gouvernement de l'État du Tamil Nadu, accusant le chef du gouvernement, M. Karunanidhi, de corruption. Ponnambalam a représenté Karunanidhi à la commission d'enquête du juge de la Cour suprême, Ranjit Singh Sarkaria. Karunanidhi a été acquitté des accusations de corruption. Le 21 mai 1976, plusieurs hommes politiques tamouls de premier plan (A. Amirthalingam, V. N. Navaratnam, K. P. Ratnam, M. Sivasithamparam et K. Thurairatnam), alors qu'ils distribuaient des tracts, avaient été arrêtés sur ordre du gouvernement. Murugesu Sivasithamparam fut libéré mais les autres furent emmenés à Colombo et poursuivis en justice pour sédition. Tous les accusés furent acquittés le 10 février 1977 à l'issue d'un célèbre procès dans lequel environ 70 avocats tamouls renommés, dont Ponnambalam et S.J.V. Chelvanayakam, représentaient la défense.

### Carrière politique
Ponnambalam est devenu le dirigeant politique des Tamouls de Ceylan à la suite du décès de P. Arunachalam (1924) et de son frère, P. Ramanathan (1930). Il a contesté l'élection du conseil d'État de 1931 en tant que candidat à Mannar-Mullaitivu, mais n'a pas réussi à se faire élire au conseil d'État. Il n'avait pas pu participer à la compétition dans sa circonscription de Point Pedro en raison du boycott organisé par le Congrès de la jeunesse de Jaffna. Le boycott a pris fin en 1934 et Ponnambalam a contesté les élections partielles qui ont suivi à Point Pedro. Il remporte les élections et entre au Conseil d'État. Il a été réélu à l'élection du conseil d'État de 1936.
Le Conseil des ministres mis en place après l'élection du conseil d'État de 1936 était entièrement composé de membres cinghalais, à l'exclusion des minorités qui représentaient ensemble 35 % de la population de Ceylan. C’est l’un des facteurs qui a poussé Ponnambalam à faire sa demande dans un discours marathon devant le Conseil d’État le 15 mars 1939. Ponnambalam voulait 50 % des sièges au Parlement pour les Cinghalais, 50 % pour tous les autres groupes ethniques.
En août 1944, Ponnambalam forma le All Ceylon Tamil Congress (ACTC), le premier parti politique représentant les Tamouls de Ceylan, appartenant à divers groupes tamouls. Il a été élu président du parti. Ponnambalam était candidat de l'ACTC à Jaffna aux élections législatives de 1947. Il a remporté les élections et est entré au Parlement. L'ACTC a balayé le scrutin dans la province du Nord, dominée par les Tamouls, remportant sept des neuf sièges à pourvoir. Le Parti national uni (UNP) est devenu le plus grand parti du parlement, mais sans majorité. Ponnambalam a présidé une réunion chez Herbert Sri Nissanka (Conférence de Yamuna) au cours de laquelle une tentative infructueuse a été faite pour former un gouvernement sans l'UNP. L'UNP a ensuite formé un gouvernement avec le soutien de députés indépendants.
Après l'indépendance, en février 1948, le gouvernement à dominance cinghalaise de Ceylan a décidé de priver de ses droits les 780 000 Tamouls indiens (12 % de la population) vivant à Ceylan en présentant le projet de loi sur la citoyenneté de Ceylan. Ponnambalam et l'ACTC s'opposèrent au projet de loi. Le projet de loi a incité Ponnambalam à qualifier le Premier ministre D. S. Senanayake comme étant « raciste ». Le projet de loi fut adopté par le Parlement en deuxième lecture le 20 août 1948, jour que Ponnambalam qualifia de jour noir pour Ceylan. Peu de temps après, Ponnambalam a décidé de rejoindre le gouvernement dirigé par l'UNP. Il est nommé ministre de l'Industrie, de la Recherche industrielle et de la Pêche le 3 septembre 1948. L'usine de ciment de Kankesanthurai, l'usine de produits chimiques Paranthan Caustic Soda et l'usine de papier de Valaichchenai ont été ouvertes pendant le mandat ministériel de Ponnambalam.
La décision de Ponnambalam de rejoindre le gouvernement dirigé par l'UNP en 1948 provoqua la scission de l'ACTC. En décembre 1949, les dissidents de l'ACTC, dirigés par S. J. V. Chelvanayakam, C. Vanniasingam et E.M. V. Naganathan, formèrent l'Ilankai Tamil Arasu Kachchi (ITAK, parti fédéral). Alors que les deux principaux partis de Ceylan, l'UNP et le Sri Lanka Freedom Party (SLFP), ont introduit des politiques, telles que la loi Sinhala Only, qui discrimine davantage les minorités du pays, le nationalisme tamoul de l'ITAK est devenu plus populaire que le conservatisme de l'ACTC. Aux élections législatives de 1956, l'ITAK a dépassé l'ACTC en tant que parti le plus populaire parmi les Tamouls de Ceylan.
Ponnambalam a été réélu aux élections législatives de 1952. Son portefeuille a été transformé en ministre des Industries et des Pêches en juin 1952. En octobre 1953, le Premier ministre nouvellement nommé, John Kotelawala, a contraint Ponnambalam à démissionner du gouvernement, car ce dernier était un partisan de l'ancien Premier ministre Dudley Senanayake.
Ponnambalam a été réélu aux élections législatives de 1956 mais a perdu son siège aux élections législatives de mars 1960. Il tenta sans succès de regagner son siège aux élections législatives de juillet 1960. Il a été élu aux élections législatives de 1965. Après les élections, l'ACTC a rejoint le gouvernement national dirigé par l'UNP et Ponnambalam s'est vu proposer un poste ministériel qu'il a refusé. Entre 1967 et 1969, Ponnambalam a dirigé la délégation de Ceylan à l'Assemblée générale des Nations unies. Ponnambalam a à nouveau perdu son siège aux élections législatives de 1970.